# Rumenoplavuti tun
Rumenoplavuti tun (znanstveno ime Thunnus albacares) je morska riba iz družine Scombridae.

## Opis
Svoje ime je vrsta dobila po izraziti rumeni barvi hrbtne in predrepne plavuti, ki so lahko pri odraslih ribah izjemno dolge. Prav tako so lahko izjemno dolge prsne plavuti odraslih primerkov. Osnovna barva rumenoplavutega tuna je temno modra, ki na bokih prehaja v srebrno. Vzdolž bokov poteka okoli 20 vertikalnih prog.
Ta vrsta lahko doseže do 240 cm v dolžino in lahko tehta tudi do 200 kg.

## Razširjenost in uporabnost
Rumenoplavuti tun je pelaška riba, ki se rada združuje v jate, tudi z drugimi ribjimi vrstami podobne velikosti. Pogosto je ta vrsta opažena skupaj z delfini, kiti, kitovci, pa tudi z morskimi želvami. Jate teh rib se zadržujejo do globine okoli 100 m.
Rumenoplavuti tun je ena gospodarsko najbolj pomembnih ribjih vrst, izjemno priljubljena pa je tudi za športni ribolov saj je roparica, ki se prehranjuje z drugimi ribjimi vrstami, pa tudi z glavonožci in raki.